# المركز الإسلامي في أمريكا

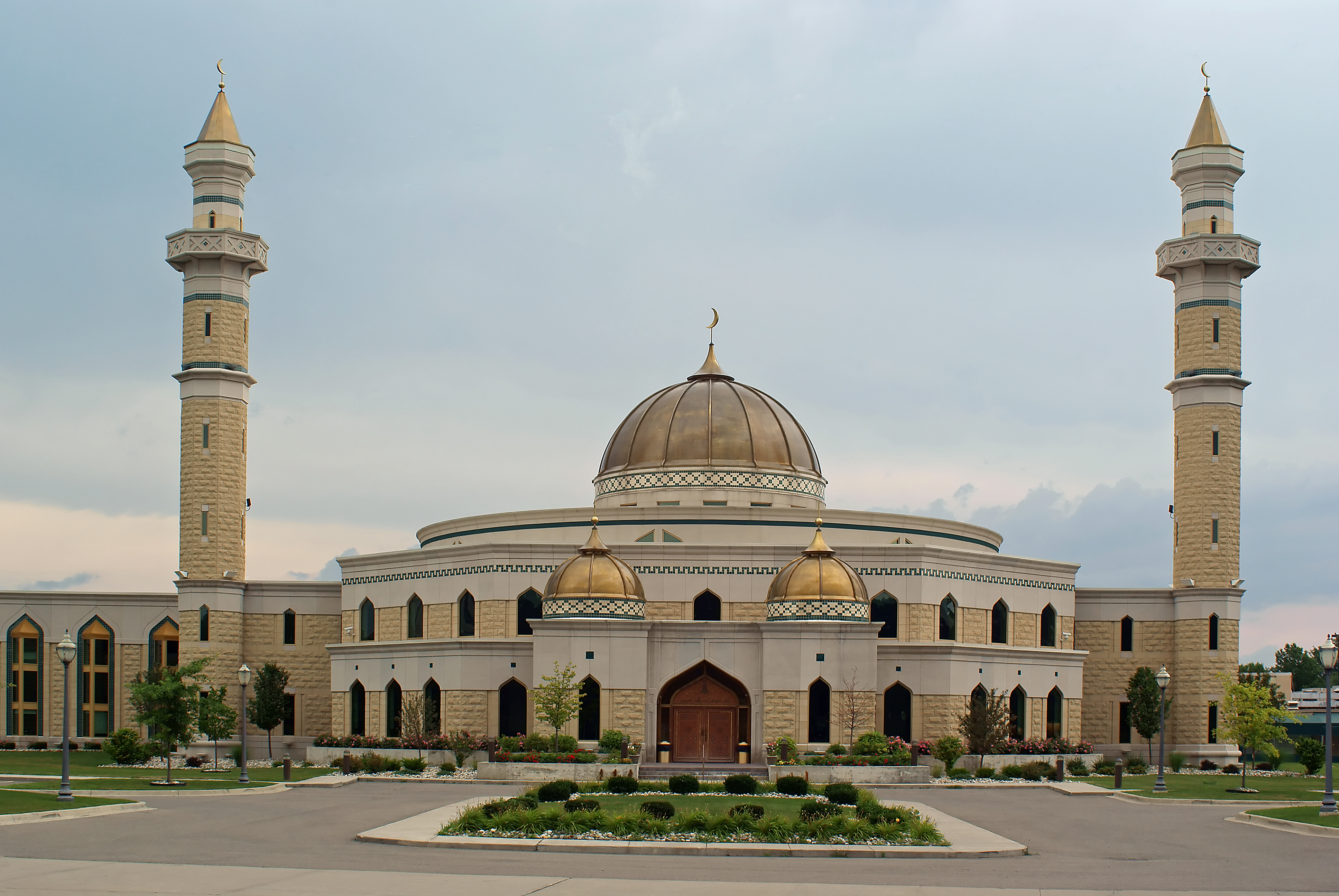
المركز الإسلامي في أمريكا

المركز الإسلامي في أمريكا ((بالإنجليزية: Islamic Center of America)‏) هو مسجد للمسلمين يقع في مدينة ديربورن بولاية ميشيغان، على الرغم ان المؤسسة تم انشائها عام 1964، الا ان المسجد الجديد تم افتتاحه عام 2005، ويعتبر أكبر مسجد في أمريكا الشمالية ، وأقدم جامع في الولايات المتحدة. وغالبا ماتسمى مدينة ديربورن في الولايات المتحدة واغلبهم من لبنان..
يقع المركز الإسلامي على الطريق السريع في ديربورن، تأسست المؤسسة عام 1964.

## أمريكا
أشارت عملية مسح حديثة صادرة عن مركز الأبحاث الاجتماعية في جامعة جورجيا الأميركية، إلى أن الإسلام أسرع الأديان انتشارًا في الولايات المتحدة اليوم.
ويبلغ عدد المساجد في أمريكا - بحسب المسح - ما يزيد على 1209 مساجد، بُني أكثر من نصفها خلال السنوات العشرين الماضية، وتتراوح نسبة الذين تحولوا إلى الديانة الإسلامية ما بين 17 و30 بالمائة.
وقال الدكتور «عمر الخالدي» كبير علماء الأبحاث في برنامج «الأغا خان» للهندسة المعمارية الإسلامية، في معهد «مساتشوستس» للتكنولوجيا في «كمبريدج» - لمراسل وكالة الأنباء الأردنية (بترا) -: إن هناك أولاً المساجد التي تجسد التصميم التقليدي المنقول من بلد إسلامي واحد أو أكثر، وثانيًا: مساجد تمثل إعادة تأويل للتقاليد المتوارثة، التي تدمج أحيانًا بعناصر الهندسة المعمارية الموجودة في «الولايات المتحدة»، وثالثًا: تصاميم مبتكرة بالكامل، كتلك التي اعتمدت في بناء المركز الرئيسي لجمعية أميركا الشمالية الإسلامية، في مدينة «بلاينفيلد» بولاية «أنديانا».
وأشار إلى أن معظم المساجد من هذه الفئات الثلاث تُستَخدم أيضًا كمدارس، ومكتبات، ومراكز اجتماع، ومتاجر كتبٍ، وغرف طعامٍ، وقاعات اجتماعية، وحتى كشققٍ سكنية.
وأضاف الدكتور «الخالدي» - وهو مصور فوتوغرافي ومؤرخ لفن عمارة المساجد -: إنه في حالات عديدة تعكس هندسة المساجد في أميركا الشمالية تصاميم البناء السائد في المنطقة المحيطة بها، مُبيِّنًا أنه ومع مرور الزمن سيتم تطوير تصميم نموذجي يمثل مزيجًا يجمع بين الحنين إلى الوطن والابتكار.
وبحسب أخبار قناة (إن بي سي) الفضائية فإن: 20,000 أمريكي يعتنقون الإسلام سنوياً.
وأن 25% من مسلمي أمريكا هم من المسلمين الجدد الذين اعتنقوا الإسلام.

## القس تيري جونز
في 21 أبريل 2011 قبل يوم واحد من موعد حرق القرآن من القس تيري جونز تجمع مئات من الناس من مختلف الاديان في المركز تنديدا وتضامنا مع المسلمين ووقفوا جنبا إلى جنب جميع الطوائف احتجاجا على ما سيفعله القس تيري جونز

## مواصفات المسجد
يغطي المسجد قبة ذهبية ومنارتان ويوجد به قسم للرجال وقسم للنساء ويستوعب الفي شخص ویحتل مساحة 11150 مترا، وتؤدى الصلاة باللغتین الانجلیزیة والعربیة لأن نسبة كبیرة من المسلمین ھنا ولدوا ونشأوا في الولایات المتحدة ولا یتحدثون العربیة بطلاقة. تم جلب الأبواب من تركيا والخشب من الفلبين والجرانیت من الهند والبرازيل والثریا من جمھوریة مصر العربية

## وصلات خارجية
- الموقع الرسمي للمسجد (بالإنجليزية)